# West Gonja Municipal District
Der West Gonja Municipal District ist ein Distrikt in der Savannah Region im Norden Ghanas.

## Bevölkerung
Namensgebend für den Distrikt ist das Volk der Gonja, weitere 21 Ethnien leben hier. Neben den Gonja die Tampulma, Dagomba, Hanga, Mamprusi und Dargabas. Bis 1994 waren die Kokombas eine wichtige ethnische Gruppe, diese mussten im Zuge der Auseinandersetzungen zwischen den Gonjas und Nawuris auf der einen und den Kokombas und Dagombas auf der anderen Seite 1994 das Gebiet verlassen. Heute herrscht friedliche Koexistenz. 70 % der Bevölkerung hängen dem Islam an, 18 % dem Christentum und 12 % der Bevölkerung verehren traditionelle Gottheiten.

## Klima
Die Durchschnittstemperatur im District beträgt 27 °C, die höchsten Tagestemperaturen werden März/April erreicht, die niedrigsten zwischen November und Januar. Die relativ niedrigen Temperaturen November bis Januar sind auf den Einfluss des Harmattan, der die Sonneneinstrahlung begrenzt, zurückzuführen.

## Ortschaften im Distrikt
- Almanara
- Busunu
- Damon
- Damongo
- Falahiate
- Jafo
- Kurabasogo
- Larabanga
- Nabori
- Ndewura Jakpa
- Yagbum